# Hans-Peter Zwicker
Hans-Peter Zwicker (St. Gallen, 7. travnja 1960.) je bivši švicarski nogometaš i nacionalni reprezentativac. Cijelu igračku karijeru proveo je u domovini dok je za švicarsku reprezentaciju nastupao od 1980. do 1988. godine.

## Vanjske poveznice
- Statistika igrača na National Football Teams.com
- Statistika igrača na World Football.net